# Parafia św. Anny w Jordanowie
Parafia św. Anny w Jordanowie – parafia rzymskokatolicka z siedzibą w Jordanowie, należąca do diecezji zielonogórsko-gorzowskiej, do dekanatu Świebodzin – NMP Królowej Polski, erygowana w 1873. W parafii posługują księża diecezjalni.